# Panegyrtes pseudolactescens
Panegyrtes pseudolactescens är en skalbaggsart som beskrevs av Stefan von Breuning 1974. Panegyrtes pseudolactescens ingår i släktet Panegyrtes och familjen långhorningar. Inga underarter finns listade i Catalogue of Life.